# Marins (film)
Pour plus de détails, voir Fiche technique et Distribution.
Marins (Code of the Sea) est un film américain réalisé par Victor Fleming, sorti en 1924.

## Fiche technique
- Titre original : Code of the Sea
- Titre français : Marins
- Réalisation : Victor Fleming
- Scénario : Bertram Millhauser et Byron Morgan
- Photographie : Charles Edgar Schoenbaum
- Société de production : Paramount Pictures
- Pays d'origine : États-Unis
- Format : Noir et blanc - 1,33:1 - Film muet
- Genre : drame
- Date de sortie : 1924

## Distribution
- Rod La Rocque : Bruce McDow
- Jacqueline Logan : Jenny Hayden
- George Fawcett : Capitaine Hayden
- Maurice Bennett Flynn : Ewart Radcliffe
- Luke Cosgrave : Capitaine Jonas
- Lillian Leighton : Mme McDow
- Sam Appel (en) : John Swayne
- Charles Ogle : Superintendant Beasley
- George J. Lewis (non crédité)